# Игилик (Жамбылская область)
Игилик (каз. Игілік, до 1993 г. — Коммунар) — аул в Сарысуском районе Жамбылской области Казахстана. Входит в состав Игликского сельского округа. Находится примерно в 30 км к северо-востоку от районного центра, города Жанатас. Код КАТО — 316038400.

## История
В советское время в селе действовал колхоз «Коммунар» Сары-Суйского района. В этом колхозе трудился Герой Социалистического Труда чабан Сатай Орманов.

## Население
В 1999 году население аула составляло 1217 человек (634 мужчины и 583 женщины). По данным переписи 2009 года, в ауле проживал 1301 человек (677 мужчин и 624 женщины).

## Известные жители и уроженцы
- Сарсембек Ажигов (1906 — ?) — Герой Социалистического Труда[5].